# Леон Уо
Леон Уо (фр. Léon Huot; 4 березня 1895, Вільнев-Сен-Жорж — 12 квітня 1985, Алес) — французький футболіст, що грав на позиції захисника. Відомий за виступами, зокрема, в складі клубів «Вітрі», «Сет», а також у складі збірної Франції на Олімпійських іграх 1920 і 1924 років.

## Біографія
Леон Уо народився у 1898 році в Вільнев-Сен-Жорж. На клубному рівні виступав за клуби «Вітрі» (1920—1922, 1923—1923), «Сет» (1922—1923), «Медок» (1924—1925) і «Олімпік» (Алес) (1925—1931). В 1923 році в складі «Сет» виступав у фіналі Кубка Франції, де його команда поступилась з рахунком 2:4 паризькому «Ред Стару».
У 1920—1926 роках грав у складі національної збірної Франції. Виступав на літніх Олімпійських іграх 1920 року і був у заявці олімпійської команди у 1924 році.

## Досягнення
- Фіналіст Кубка Франції: (1)

«Сет»: 1922-23
- Переможець ліги Південний Захід: (1)

«Сет»: 1923

## Статистика виступів

### Статистика виступів за збірну
| Дата       | Місто     | Господарі | Результат | Гості          | Турнір           | Голи | Примітки |
| ---------- | --------- | --------- | --------- | -------------- | ---------------- | ---- | -------- |
| 29/08/1920 | Антверпен | Франція   | 3 – 1     | Італія         | ОІ 1920 - 1/4    | -    |          |
| 31/08/1920 | Антверпен | Франція   | 1 – 4     | Чехословаччина | ОІ 1920 - 1/2    | -    |          |
| 04/06/1924 | Коломб    | Франція   | 0 – 1     | Угорщина       | товариський матч | -    |          |
| 20/06/1926 | Брюссель  | Бельгія   | 2 – 2     | Франція        | товариський матч | -    |          |
| Усього     |           | Матчів    | 4         |                | Голів            | 0    |          |